# Тархата (приток Ело)
Тархата — река в России, протекает по Усть-Канскому и Онгудайскому районам Республики Алтай. Устье реки находится в 105 км от устья реки Ело (в низовье Урсул) по правому берегу. Длина реки составляет 14 км.

## Данные водного реестра
По данным государственного водного реестра России относится к Верхнеобскому бассейновому округу, водохозяйственный участок реки — Катунь, речной подбассейн реки — Бия и Катунь. Речной бассейн реки — (Верхняя) Обь до впадения Иртыша.